# ゴシップガール (2021年のテレビドラマ)
『ゴシップガール』（Gossip Girl）は、アメリカのティーンドラマHBO Maxのジョシュア・サフランに作成されたシリーズ。
セシリー・フォン・ジーゲザーが小説シリーズとした『ゴシップガール』の続編へのCWのテレビシリーズと同じ名前に基づいている。
このシリーズは、オリジナルシリーズの共同制作者であるジョシュ・シュワルツとステファニー・サヴェージ、そして最初のシリーズのエグゼクティブ・プロデューサーでショーランナーも務めるサフランによってプロデュースされている。

## 解説
2019年7月にHBO Maxから直接依頼され、撮影はニューヨーク市で行われ、当初は2020年3月に開始される予定だったが、COVID-19パンデミックのため2020年11月に延期された。
シリーズは、匿名で全知のブロガーである「ゴシップガール」の声としての彼女の役割を再演したクリスティン・ベルによってナレーションされており、このシリーズは、ジョーダン・アレクサンダー、ホイットニー・ピーク、タヴィ・ゲヴィンソン、イーライ・ブラウン、トーマス・ドハティ、エミリー・アリン・リンド、エヴァン・モック、ザイオン・モレノ、サバンナ・リー・スミスが率いるアンサンブルキャストを特集している。
ゴシップガールは7月8日にHBO Maxで初公開された。最初のシーズンは12エピソードで構成され、2つの6エピソードのパートに分割され、後半は2021年11月に配信された。2021年9月、シリーズは2番目のシーズンにリニューアルされた。
当初は2020年に配信予定としていたが、新型コロナウイルスによる影響で配信開始が延期となり、2021年7月に10話構成で配信する予定にしている。日本ではU-NEXTにて、同年8月20日から配信を開始した。
アメリカでは公開直後の週末において、HBO Maxのオリジナルシリーズとしては最多視聴回数を記録した。また、SNSなどでも大きな反響を呼んだことを同サービスが発表している。
これらを受けて、同サービスはシーズン2の制作を行うことを2021年9月に明らかにした。
後半は2021年12月24日から配信された。
2023年1月26日にシーズン2の最終回が配信されたが、そこで打ち切りになった。

## 概要
元のシリーズが終了してから約10年後、マンハッタンの私立学校の新しいキャストがゴシップガールの監視の下で主導権を握り、その間にSNSとニューヨーク市自体の風景がどれほど変化したかを物語る。
ゴシップガールは、HBO Maxが監修しており動画配信の規制が緩い為、CWのオリジナルよりも多くのアダルトコンテンツを特集している。シリーズはまた、LGBTと白人でないキャラクターで、より多様になっている。
CWのテレビシリーズとの継続性に関しては、エグゼクティブプロデューサー兼ショーランナーのジョシュアサフランは、公式にはオリジナルのゴシップガールシリーズと同じ継続性があると言っていた。ただし、ストーリーを直接継続するのではなく、以前のキャラクターが存在していた同じ世界に設定され、自由に参照して再登場する可能性がありますが、異なる視点から異なるキャラクターのセットを主演。

## キャストとキャラクター

### メイン
ジュリアン・キャロウェイ（Julien Calloway）
演 - ジョーダン・アレクサンダー / 日本語吹替 - 田村睦心
オードリー、ルナ、モネの親友であり、最近母親の妹であるゾヤと団結したオビエの元ガールフレンド。
彼女はコンスタンスビラードのイットガールであり女王であり、ファッションのインフルエンサー。
ゾヤ・ロット（Zoya Lott）
演 - ホイットニー・ピーク / 日本語吹替 - 逢田梨香子
ジュリアンの事実上種違いの妹
コンスタンス・ビラードの奨学金新入生
姉妹のジュリアンの元彼であるオビエと付き合っている
ケイト・ケラー（Kate Keller）
演 - タヴィ・ゲヴィンソン / 日本語吹替 - 早見沙織
ルナとモネにいじめられることにうんざりしていたコンスタンス・ビラードの英語教師
「ゴシップガール」として教師の輪を率いています。
オットー「オビエ」バーグマンIV（Otto "Obie" Bergmann IV）
演 - イーライ・ブラウン / 日本語吹替 - 前野智昭
コンスタンス一の金持ち
アキの親友
ゾヤの恋人
ジュリアンの元ボーイフレンド
親に完璧だと思われたいが為、親の前では正直になれない
マックス・ウルフ（Max Wolfe）
演 - トーマス・ドハティ / 日本語吹替 - 伊東健人
バイセクシュアルである
アキ、オードリーとラファに関心がある
オードリー・ホープ（Audrey Hope）
演 - エミリー・アリン・リンド / 日本語吹替 - 戸松遥
ジュリアンの親友
アキのガールフレンド
マックスに興味を持っている
両親が離婚をし、母が倒産しコンスタンスに通えるかわからなくなっている
物事をはっきり言うが空気を読めない
アケノ・アキ・メンジーズ（Akeno "Aki" Menzies）
演 - エヴァン・モック / 日本語吹替 - KENN
オビエの親友
マックスに興味を持つ
オードリーのボーイフレンド
バイセクシャルなのかまだ自分にはわからないと言う
冷静でみんなの相談役

### サブキャラクター
ルナラ（Luna La）
演 - ジオン・モレノ / 日本語吹替 - 瀬戸麻沙美
ジュリアンとモネの親友
トランスジェンダー
スタイリストでありスポンサーが既にいる
モネ・デ・ハーン（Monet De Haan）
演 - サバンナ・リー・スミス / 日本語吹替 - 高垣彩陽
ジュリアンのソーシャルメディアマネージャー
ジュリアンとルナの威圧的で強力な親友
レズビアン
ニコラス・ "ニック"・ロット（Nicholas "Nick" Lott）
演 - ジョナサン・フェルナンデス / 日本語吹替 -
弁護士
ゾヤの思いやりのある父親
ケイトに想いを寄せている
ジョーダングラスバーグ（Jordan Glassberg）
演 - アダムチャンラーベラト / 日本語吹替 -
ゴシップガールアカウントの運営を手伝っている
コンスタンス・ビラードのコンピュータサイエンス教師。
ラファ・カパロス（Rafa Caparros）
演 - ジェイソン・ゴタイ / 日本語吹替 -
マックスの目を引く、生徒を捕食する性的捕食者
コンスタンス・ビラードの古典教師

### 繰り返し
ゴシップガール（Gossip Girl）
声 - クリスティン・ベル / 日本語吹替 - たかはし智秋
今の学生になくてはならないSNS、その中でもインスタグラムを活用とし前作とは異なった「Gossip Girl」
前作とは違い、今作は最初からGossip Girlの正体が明かされている。
アッパー・イースト・サイドの人気者たちに関する情報や事件をいち早くスクープする。嫌味と皮肉の利いた言い回しと毒舌が物語を盛り上げる。
※クリスティンの出演はナレーションのみ。
- 元のゴシップガールアカウントについての深い知識を持ち、ケイトとジョーダンが新しいゴシップガールアカウントを実行するのを支援する管理スタッフであるウェンディとしてのミーガンファーガソン
- デイビス・キャロウェイ、ジュリアンの音楽界の大物の父、ローラのボーイフレンドとしてのルーク・カービー
- コンスタンス・ビラードの校長、ビビアン・バートン校長としてのドナ・マーフィ
- シンガーソングライターでデイビス・キャロウェイのガールフレンドであるローラ・モーガン役のエリザベス・レイル
- 非常に裕福な不動産王であるオビエの母親、ヘレナ・バーグマン役のリン・ルネー

### ゲスト出演
- 造園家として働くマックスの父、ロイ・サックス役ジョン・ベンジャミン・ヒッキー
- 本人役ジェレミー・O・ハリス
- 本人役プリンセスノキア
- ミロ・スパークス役アジー・ロバートソン、ジュリアンへの復讐の1つでゾヤを助けるジョージーナ・スパークスの息子。このキャラクターは、子役が演じる2007年のシリーズで紹介されました。
- ネリー・ユキ役イン・チャン雑誌会社の従業員であり、ブレア・ウォルドーフの派閥の元メンバーで2007年のシリーズから彼女の役割を再演しました
- 本人役マーク・シャイマン
- 本人役ビリー・ポーター
- ロジャー・メンジーズ役マルコム・マクダウェルアキの父であり、オーストラリアの重要なメディア王であるジョディの元夫
- ジョディ・メンジーズ役ヘティエンヌ・パークアキの母親、ロジャーの元妻、企業の名士、社交界の名士

## エピソード
| NO。 | 題名                                           | 監督                   | 著作                              | オリジナルのリリース日 |
| --- | ---------------------------------------------- | ---------------------- | --------------------------------- | ---------------------- |
| 1 | 「MTAのジャストアナザーガール」                | カレナ・エバンス       | テレプレイ ：ジョシュア・サフラン | 2021年7月8日           |
| COVID-19のパンデミックの後、生徒が学校に戻ると、使い古された教師のグループが、全知で匿名の「ゴシップガール」としてInstagramアカウントを作成し、10代の拷問者から権力を取り戻す。元学生のブレアとセリーナに匹敵する確執を始めることを決意した、教師たちは、彼女の妹のゾヤを認めさせるためにスタッフに密かに報いを与えたインフルエンサーであり学生であるジュリアン・キャロウェイに目を向けた。ジュリアンとゾヤはついに団結したが、ソーシャルメディアメッセージングの長い歴史を父親やジュリアンの友人から秘密にしておいてください。ジュリアンがゾヤを友達のグループに招待した後、「ゴシップガール」は彼らの秘密の友情と、ゾヤとジュリアンのボーイフレンドであるオビエの写真を撮る前にジュリアンがゾヤに奨学金を支払うために支払った方法を明らかにし、2人を秘密の恋人だと主張する。ジュリアンはジュリアンのファッションショーでゾヤの名前をクリアする計画を立てているが、モネとルナはゾヤを追い出す計画を密かに作り上げている。ジュリアンがゾヤを助けなかった後、ゾヤがジュリアンを倒す計画を発表し、ジュリアンを捨てた後、オビエと親密になると、2人は友情を非難する。一方、オードリーとアキはどちらもマックスへのアトラクションを開発している。 |                                                |                        |                                   |                        |
| 2 | 「彼女はたぶん持っている」                     | カレナ・エバンス       | エイプリルブレア                  | 2021年7月15日          |
| 教師が親と教師の会議の準備をしているとき、オードリーは母親のキキが現れなかったのでがっかりした。オードリーはキキに学校のブラックタイ募金活動に参加するよう説得するが、キキが酔って不適切に行動すると激怒している。その間、オビエはゾヤとの関係を築こうとする。「ゴシップガール」が二人の写真を一緒に投稿した後、ジュリアンは自分とオビエの写真を一緒にフォトショップし、「ゴシップガール」を嘘つきとして非難した。ゾヤが学校を辞めなければならないと思われるとき、ジュリアンはゾヤに謝罪し、ゾヤを留まらせるように彼らの父親を説得するために介入する。他の場所では、マックスは彼が教師であるという事実にもかかわらず、ラファに目を向ける。ラファがマックスの卒業後にフックアップできることに同意する前、彼は浴場でアキと仲良くすることを含む複数の進歩をしますラファを嫉妬させる。オードリーは、アキに怒られた後、マックスと一緒に寝る。 |                                                |                        |                                   |                        |
| 3 | 「嘘ワイドシャット」                           | ジェニファーリンチ     | リラ・フェインバーグ              | 2021年7月22日          |
| ジュリアンとマックスがパーティーで夜を過ごした後、彼らはマックスの父親が浮気していることを発見し、ジュリアンの父親には秘密のガールフレンド、ローラがいる。オビエは、ゾヤとオビエをデートに行かせることに最終的に同意したニックに会うが、ゾヤがインターネットの反発に対処した後、彼女はある種の変身のためにルナに頼る。「ゴシップガール」は、人間関係で不正行為をしている学生についての投稿であり、オードリーとアキの両方が、この投稿がマックスとの自分の関係についてであると確信している。マックスはアキにラファを装って偽のデートプロフィールを作成して父親を捕まえるように頼み、マックスとジュリアンは密かにラファとローラをブロードウェイのオープニングナイトに招待する。マックスはロイの浮気をギデオンにさらし、悲痛で高い、ラファのソファで夜を過ごす前に、アキとオードリーの2人への不貞を明らかにしている。ジュリアンとデイビスは、彼がもはやローラを隠す必要がないことに同意する。その間、学校は「ゴシップガール」を取り締まるために諜報チームを雇う。必死に感じたケイトとジョーダンは、ファイアウォールがダウンしているときにリーマをだまして投稿させ、リーマを捕まえてアカウントの責任を負わせる。 |                                                |                        |                                   |                        |
| 4 | 「ファイアウォークウィズZ」                    | ジェニファーリンチ     | Courtney Perdue＆Baindu Saidu     | 2021年7月29日          |
| 「ゴシップガール」でゾヤの15歳の誕生日であることが明かされたが、ゾヤは彼女とジュリアンの母親の死の記念日でもあるため、彼女の誕生日を却下した。オードリーとアキはお互いを避け始める。マックスは麻薬とセックスを使って両親の分裂に対処し、彼はそれに対して、なだめられていないラファを積極的に追求する。ケイトは「ゴシップガール」を実行する作業負荷について不平を言い始め、ジョーダンとウェンディは彼女に「ゴシップガール」の作業負荷の一部を引き受けるように説得する。ゾヤがジュリアンをアパートから追い出そうとしたと非難した後、ジュリアンはルナとモネと一緒にパーティーを開くことを提案して彼女を降ろすことにした。ゾヤはジュリアンとの争いで自分のパーティーを開き、ミロスパークスの助けを借りる。シリーズ。ニックとデイビスは、娘がお互いのパーティーを転覆させようとした後、パーティーを統合することにした。パーティーでジュリアンは、ゾヤがバッファローにある彼女の古い学校の学校の所有物を破壊することを含む「ゴシップガール」によって彼女に与えられたビデオを見せることによってゾヤを公に屈辱を与える。ジュリアンは、これがどれほどの被害をもたらしたかを理解し、自分自身を「いじめっ子」と見なす。後で、ゾヤはジュリアンにビデオの裏話と2人の和解について説明する。オードリーとアキはしばらくの間お互いを避けた後、お互いに謝罪し、化粧をした。結局、ラファはマックスの性的追求に屈服し、2人は学生と教師の関係を開始している。 |                                                |                        |                                   |                        |
| 5 | 「ホープシンク」                               | パメラ・ロマノフスキー | アーロン・フラートン              | 2021年8月5日           |
| 学生が学校に銃を持ってきた後、「ゴシップガール」はお湯に着陸し、ケイトはジョーダンとウェンディの不承認にしばらくの間「ゴシップガール」への投稿を延期した。彼らが和解した今、ジュリアンは彼女とゾヤが実際に友達であることを彼女の聴衆に証明する運命だった。彼女は彼女とゾヤが毎年恒例のハロウィーンで姉妹デュオの衣装を着ることを計画しているパーティー、「フラウィーン」。オビエは遠ざかった後、ゾヤとの関係に疑問を抱き始める。バスの中でサイモンという男に会った後、ゾヤは自分の友達がいるという考えが好きで、それはオビエの疑問にさらに影響を与える。キキはオードリーに、彼らは街を出て移動しなければならないと告げる。オードリーはがっかりした。別の学校のジュリアンのライバルであるピッパとビアンカは、銃の事件を利用して、ジュリアンとゾヤにフラウィーンで彼らを凌駕する衣装を考えた。ジョーダンはケイトの停止命令にもかかわらず「ゴシップガール」に投稿し続け、「ゴシップガール」Instagramを非アクティブ化するしかありません。アカウント。アキは、マックスが彼を肩をすくめるラファを見ることについてマックスに立ち向かう。その後、アキはラファ自身に目を向ける。ラファは、マックスとラファの生徒と教師の関係についてきれいになると、アキを脅迫することになる。ジュリアンとゾヤは、フラウィーンでそれぞれビヨンセとソランジュノウルズに扮装することにしたが、誰かが出席者に彼らと同じようにドレスアップするように勧めたことがわかった。アキはラファを暴露するために最善を尽くす。チップオフは、オリジナルのゴシップガールシリーズのブレアウォルドーフとセリーナヴァンダーウッドセンに扮したピッパとビアンカに有利に働く。その後、ジュリアンとゾヤはチャック・バスとダン・ハンフリーになり、ブレアとセリーナのそれぞれのパートナー、ピッパとビアンカを表示する。ネリーは出版社のサイモンの上司であるため、サイモンを疑った後、オビエは元のシリーズのブレアの手先の1人であるネリーユキを呼び出してサイモンが何をしていたかを明らかにする。ゾヤは、サイモンがインサイダーであったことを知り、ゾヤが「ゴシップガール」であるという彼の仮定を裏付けるために情報を収集するためにゾヤと友達になっただけだった。その後、マックスはセントジュードの卒業生と話をする。セントジュードの卒業生は、ラファが毎年新しい学生と一緒に寝ていることを彼に知らせた。これにより、マックスは嘘についてラファと対峙することになり、マックスは彼らの関係を断ち切ることになる。ルナはモネがヒントだったことを発見し、ジュリアンと対峙する。オードリーは、母親が病院にいることを通知する電話を受けた。ニックからアドバイスを受けたケイトは、「ゴシップガール」に新たな境界線を打ち立てた。 |                                                |                        |                                   |                        |
| 6 | 「親サイト」                                   | パメラ・ロマノフスキー | アシュリーウィグフィールド        | 2021年8月12日          |
| 7 | 「昔々、アッパーウェストで」                   | ジョシュアサフラン     | エレーヌ・ロー                    | 2021年11月25日         |
| 8 | 「スキャンダルへの投稿」                       | ケニー・レオン         | エリック・エデルシュタイン        | 2021年11月25日         |
| 9 | 「ブラックベリー水仙」                         | サティアババ           | エイモスマック                    | 2021年11月25日         |
| 10 | 「最終キャンセル」                             | TBA                    | TBA                               | 2021年12月2日          |
| 11 | 「ジュールと一緒にそれを取ることはできません」 | TBA                    | TBA                               | 2021年12月2日          |
| 12 | 「ゴシップ・ゴーン・ガール」                   | TBA                    | TBA                               | 2021年12月2日          |

## 制作

### 開発
2019年7月、ワーナーメディアはHBO Maxとしてシリーズを復活したが、ジョシュ・シュワルツが「リブート」であるものの、原作の続きであることが確認した。2020年11月2日、カレナ・エバンスがシリーズの最初の2つのエピソードを監督することが発表された。2021年9月9日、HBO Maxはシリーズをセカンドシーズンにリニューアルした。

### 書く
リブートの原作・製作総指揮者であるサフランは、シリーズの優先事項は「1つの人口統計に限定されないストーリーに焦点を当てること」であると述べている。彼はまた、「私はもっと包括的になりたかった。もっと多様な宇宙を紹介したかった。もっと奇妙な話をしたかった」と述べた。

### キャスト
2019年11月、ベルが新シリーズのゴシップガールの声として戻ってくることが発表された。2020年3月、アリン・リンド、ピーク、ブラウン、フェルナンデス、ゴーテイがキャストに報告された。その月の後半に、ゲヴィンソン、ドハティ、チャンラーベラト、モレノも参加したと報告された。 2020年4月、スミスがキャストに加わったことが報告された。 2020年8月、ジョーダン・アレクサンダーが主演の役割でキャストに加わった。 2020年10月、エヴァンモックはシリーズレギュラーとしてキャストされ、ベナンティは非公開の立場でキャストされた。2021年3月、レイルは非公開の役割でキャストに加わった。2021年5月、ルネは定期的な役割でキャストに加わった。2021年6月、ファーガソンとハリスは非公開の立場でキャストに加わった。

### 撮影
シリーズの撮影は2020年3月にニューヨークで開始する予定だが、米国でのCOVID-19パンデミックの影響で保留となり、その結果、配信日は2021年に延期された。シリーズの配信日は2020年11月2日に始まった。

## リリース
ゴシップガールは、2021年7月8日にHBO Maxで配信された。2021年11月25日に配信開始予定の6つのエピソードの第二のスレートで、毎週その最初の6話を放送が予定されている最初のシーズンのフィナーレは2021年12月9日に配信された。2021年6月、CWはリブートの最初のエピソードを初演の翌日の7月9日にストリーミングサービスで配信すると発表された。ストリーミングサービス。エピソードは放送後にCWのオンラインプラットフォームで配信できるようになった。
シリーズは、イギリスのために買収されたBBCの一つとBBCのiPlayerにより、カナダのクレイブ。ベルギーでは、シリーズは2021年7月9日にStreamzでリリースされた。[要出典]

## レセプション
腐ったトマト、シリーズでは4.90 / 10の平均格付けと53件の評論家のレビューに基づいて、36％の支持率を保持している。ウェブサイトの批判的なコンセンサスは、「野心的な失火、ゴシップガールは、無謀なドラマの豪華な海で積み重ねられたキャストを座礁させて、それが気を抜くよりも吃音を発する」と述べている。Metacriticは、一連の「混合又は平均レビュー」を示す、28人の批評家に基づいて100のうち51の加重平均スコアを有している。

## 注意事項
1. ^ モレノは1x07に表示されず、ノンクレジット。
2. ^ スミスは1x06と1x07に表示されず、ノンクレジット
3. ^ Gotayは、1x01から1x07まで「主演」としてのみクレジットされている。その後、彼は表示されず、ノンクレジット。
4. ^ アーモンドは、一部のエピソードで「主演」としてのみクレジットされている。
5. ^ ベナンティは、一部のエピソードで「主演」としてのみクレジットされている。